# Lentinus squamosus
Lentinus squamosus är en svampart som först beskrevs av Jakob Christan Schaeffer, och fick sitt nu gällande namn av Lucien Quélet 1888. Lentinus squamosus ingår i släktet Lentinus och familjen Polyporaceae.   Inga underarter finns listade i Catalogue of Life.